# NutriAsia
 (septembre 2024).
NutriAsia est une entreprise agroalimentaire philippine fondée en 1991. Il a son siège à Taguig.

## Histoire
Joselito Campos a créé Enriton Natural Foods, Inc. en 1991, avec Nelicom comme seule marque. Plus tard dans l'année, Enriton acquiert Jufran et Mafran, tout en créant une coentreprise avec Acres & Acres. La coentreprise s'appellera alors Southeast Asia Food Inc. (SAFI). En 1996, SAFI acquiert Universal Foods Corporation (UFC) et crée la société holding NutriAsia, Inc. pour l'acquisition.
En 2001, NutriAsia s'est associée à la société américaine H.J. Heinz Company (aujourd'hui Kraft Heinz) pour former la coentreprise Heinz-UFC Philippines, Inc., qui a fonctionné jusqu'en 2006.
En 2006, la société a acquis la participation de 50 % de Heinz dans la coentreprise et a été renommée UFC Philippines, Inc.
En 2009, les filiales de la société, notamment Southeast Asia Food, Inc. (SAFI), et UFC Philippines, Inc., ont été absorbées par la société holding NutriAsia, Inc.
En 2014, NutriAsia a acquis Silver Swan Manufacturing Company, Inc. auprès de la famille Suan, et a ensuite renommé la société First PGMC Enterprises, Inc.

## Marques
- Alcopro
- Amihan
- Big2
- Datu Puti
- Golden Fiesta
- Jufran
- Locally
- Mafran
- Mang Tomas
- Nelicom
- Papa
- Silver Swan
- UFC